# Zonetoernooi dammen 1992 Afrika
Het Afrikaanse zonetoernooi dammen 1992 werd van 9 tot en met 23 mei 1992 door 8 deelnemers in een dubbelrondig toernooi gespeeld. Er werd 1 partij per speeldag gespeeld met een rustdag op 16 mei.
Op de eerste plaats eindigde N'Diaga Samb  SEN met 21 punten uit 14 partijen voor Macodou N'Diaye  SEN met 20 punten en Issa Traore  MLI met 16 punten. 
Uiteindelijk namen Samb, N'Diaye, Traore en Fofana Ladji  MLI (die met 14 punten in de middenmoot eindigde) deel aan het wereldkampioenschap 1992 in Toulon.
West-Europa 1980 Arta Terme · 
Amerika 1980 · 
Oost-Europa 1980 Riga · 
Afrika 1980 · 
Amerika 1981 · 
West-Europa 1982 · 
Afrika 1982 · 
Amerika 1983 · 
Afrika 1984 · 
West-Europa 1984 Savona · 
Afrika 1985 · 
Amerika 1985 · 
Amerika 1987 · 
Afrika 1990 · 
Europa 1990 · 
Frankrijk 1992 · 
Amerika 1992 · 
Oost-Europa 1992 · 
Afrika 1992 · 
Amerika 1994 · 
Oost-Europa 1994 · 
Azië / Rusland 1994 · 
Afrika 1994 Dakar · 
West-Europa 1994 Heerenveen · 
Amerika 1995 · 
Europa 2000 Polen · 
Europa 2003 Cannes · 
Europa 2005 Gniezno · 
Amerika 2005 Montréal · 
Europa 2007 Korbach · 
Europa 2007 Vilnius · 
Europa 2009 Berlijn